# Jurij Boriszovics Norstein

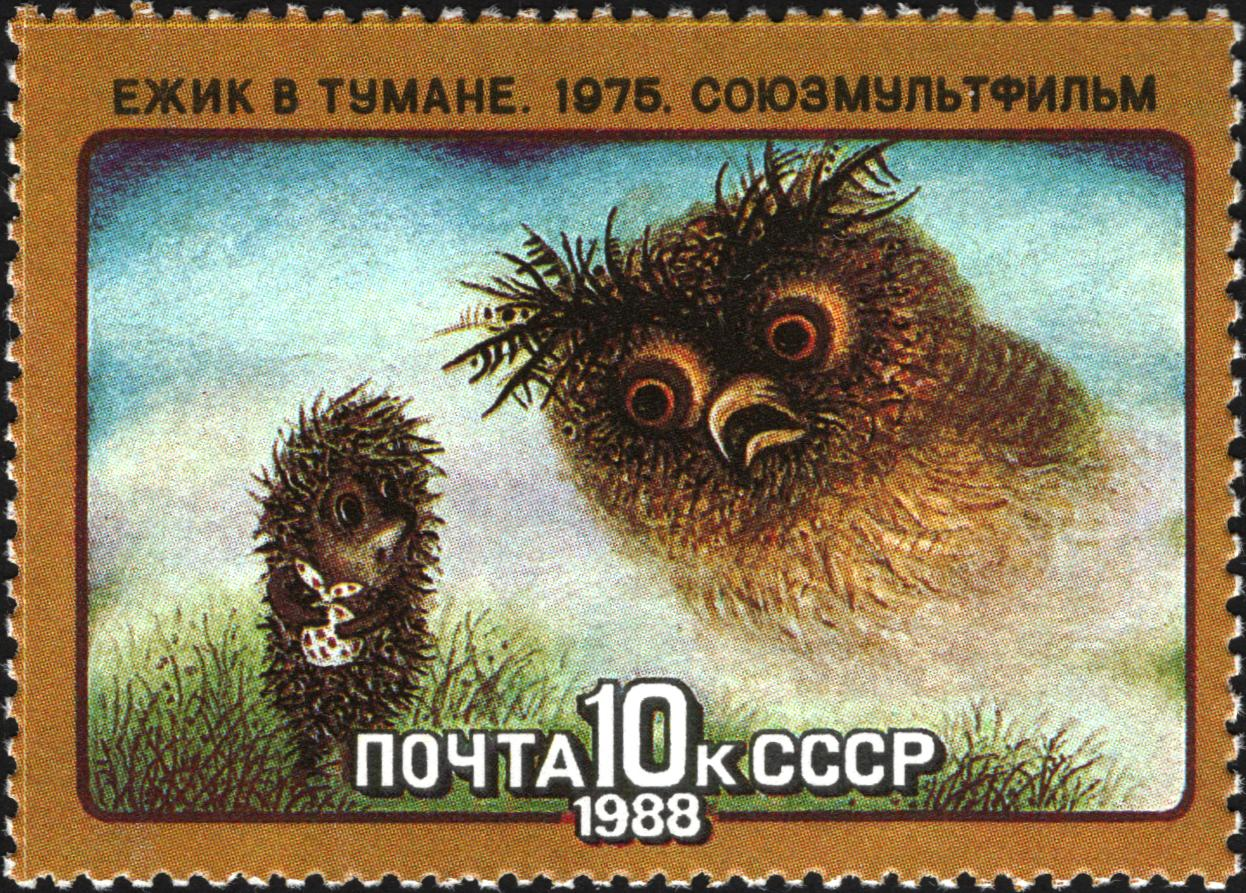
Sündisznó a ködben; postabélyeg

Jurij Boriszovics Norstein (Юрий Борисович Норштейн) (Andrejevka, Szovjetunió,  1941. szeptember 15. –) orosz filmrendező. Az animációs film egyik zsenije.
Születésekor a Penzai területi Andrejevka faluban voltak evakuációban a szülei. Moszkvában nőtt fel. 1961-től a Szojuzmultfilmben dolgozott.
A Mesék meséje (Сказка сказок, 1979) című filmjét 1984-ben Los Angelesben „minden idők legjobb animációs filmjének” választották meg.
Norstein legnevezetesebb alkotásai a ’70-es években készültek. Legismertebb művei a „Süni a ködben” (Ёжик в тумане; 1975) és a „Mesék meséje” (Сказка сказок; 1979).
A köpönyeg (Gogol műve nyomán) című egész estés műve 1981 óta készül.

## Filmjei
- 1968 Huszonötödike, az első nap (25-е, первый день); társrendező: Arkagyij Tyurin
- 1969 A gyerekek meg a gyufa (Дети и спички)
- 1971 A Kerzsencei csata (Сеча при Керженце);  társrendező: Ivan Petrovics Ivanov-Vano
- 1973 A róka és a nyúl (Лиса и заяц)
- 1974 A kócsag és a gém (Цапля и журавль)
- 1975 Süni a ködben (Ёжик в тумане)
- 1979 Mesék meséje (Сказка сказок)
- 1981 óta (nagy szünetekkel) készül: A köpönyeg (Шинель)